# عوائد الحجم
عوائد الحجم (بالإنجليزية: Returns to scale)‏ أو عوائد السعة أو غلة الحجم  ويمثل العلاقة بين مخرجات منتج وكميات مدخلات الإنتاج المستخدمة في العملية الانتاجية على المدى الطويل وهو مصطلح اقتصادي يستخدم في صيغة الجمع.

## تعريف
عائد الحجم : هو معدل الذي تزيد المخرجات بموجبه حين تزداد جميع المدخلات بمقادير متناسبة.
أي أنه يمثل زيادة الكفاءة الإنتاجية نتيجة لزيادة عوامل الإنتاج ،عندما تزيد خبرة اليد العاملة مثلا
أي أن مؤشرات عائد السعة تدرس تحليل التغير في نشاط الشركة بالنسبة إلى التغير في عوامل الإنتاج.

## الفرق بينوفورات الحجمEconomies of scale وعوائد الحجم Returns to scale
يمكن بسهولة الخلط بين المفهومين، حيث أن وفورات الحجم يشير إلى تكاليف للشركة، بينما عوائد السعة تشير إلى وصف العلاقة بين المدخلات والمخرجات على المدى الطويل.

تربط وفورات الحجم تكلفة إنتاج الوحدة بالنسبة للكميات المنتجة، في حين تربط عوائد السعة الكميات المنتجة بالنسبة لحجم عوامل الإنتاج
أي أن عائد السعة المتزايد يوافق اقتصاد السعة من ناحية تكلفة الإنتاج.

عائد السعة يمثل زيادة الكفاءة الإنتاجية بينما اقتصاديات السعة تمثل انخفاض تكلفة الوحدة المنتجة التي حصلت عليها الشركة عند زيادة كمية الإنتاج.

## أنواع عوائد السعة
بالنسبة لتابع الإنتاج : {\displaystyle \ F(K,L)}
عوائد السعة المتزايدة : increasing returns to scale عندما يكون التغير في الإنتاج أكبر من التغير في عوامل الإنتاج المستعملة. أي إنتاج وحدة جديدة يسبب انخفاض في تكلفة الوحدة الواحدة.

{\displaystyle \ F(aK,aL)>aF(K,L)}
عوائد السعة المتناقصة : decreasing returns to scale عندما يكون التغير في الإنتاج أقل من التغير في عوامل الإنتاج المستعملة.

{\displaystyle \ F(aK,aL)<aF(K,L)}
عوائد السعة الثابتة : constant returns to scale عندما يكون التغير في الإنتاج مساوي للتغير في عوامل الإنتاج المستعملة.

{\displaystyle \ F(aK,aL)=aF(K,L)}

## اقرأ أيضًا
- وفورات الحجم
- تبذيرات الحجم
- وفورات المجال
- اقتصاد جزئي
- تابع الإنتاج
- أجر حقيقي